# Avon (Nova York)
Avon és una població dels Estats Units a l'estat de Nova York. Segons el cens del 2000 tenia 2.977 habitants.

## Demografia
Segons el cens del 2000, Avon tenia 2.977 habitants, 1.151 habitatges, i 749 famílies. La densitat de població era de 383,1 habitants/km².
Dels 1.151 habitatges en un 34,1% hi vivien nens de menys de 18 anys, en un 52,2% hi vivien parelles casades, en un 9,6% dones solteres, i en un 34,9% no eren unitats familiars. En el 30,1% dels habitatges hi vivien persones soles el 13,8% de les quals corresponia a persones de 65 anys o més que vivien soles. El nombre mitjà de persones vivint en cada habitatge era de 2,54 i el nombre mitjà de persones que vivien en cada família era de 3,2.
Per edats la població es repartia de la següent manera: un 27,8% tenia menys de 18 anys, un 6,1% entre 18 i 24, un 29,9% entre 25 i 44, un 21,4% de 45 a 60 i un 14,7% 65 anys o més.
L'edat mediana era de 37 anys. Per cada 100 dones de 18 o més anys hi havia 83,4 homes.
La renda mediana per habitatge era de 40.109 $ i la renda mediana per família de 53.105 $. Els homes tenien una renda mediana de 40.156 $ mentre que les dones 27.470 $. La renda per capita de la població era de 22.758 $. Entorn del 6,4% de les famílies i el 7,5% de la població estaven per davall del llindar de pobresa.